# Leczovics Zsolt
Leczovics Zsolt (1972 —) blogger, közéleti újságíró, tudósító és sajtófotós. 2015 óta a cyberpress.hu hírportál tulajdonosa, szerkesztője, de külsős munkatársként több felületen is találkozhatunk vagy találkozhattunk munkáival. 
Széleskörűen tevékenykedik elsősorban Sopron és környéke eseményeivel kapcsolatban, munkásságának középpontjában a társadalmi és politikai események dokumentálása áll, amiért gyakran jelen van fontosabb helyi, de akár országos eseményeken is.
Szakmai pályafutása alatt sokféle műfajban kipróbálta magát, így nemcsak írásos anyagokat készít, hanem fotózással, időnként videós tudósításokkal is foglalkozik, amely lehetővé teszi számára, hogy a vizuális aspektusokkal is bemutassa a közéleti témákat. Véleménycikkeiben gyakran reflektál a társadalmi valóságra, a mindennapi élet kihívásaira, és az emberek közötti kapcsolatokra is, törekvéseiben felfedezhetjük a hétköznapi ember látásmódja szerinti megközelítést.
Írásai, fotói jelennek és jelentek meg a soproni médiaszektor szinte minden platformján (pl. Sopron TV, Sopron Média, Soproni  Téma, Ikvahír),  de megyei (Kisalföld, nyugat.hu) vagy éppen az országos médiafelületeken is fellelhető egy-egy munkája. Külföldi, elsősorban osztrák lapoknál is találkozhattunk már munkáival, amelyekre a Der Standard vagy a Burgenländische Volkszeitung is jó példa.
Munkatársként dolgozott a Sopron Média városi hírportál indulásánál is mint az online oldal főszerkesztője, ami közel két évig tartott. 
A közösségi platformokon is jelen van, amelyek közül elsősorban a Facebook (Meta) felületén tevékenykedik, mint adott oldalak szerkesztője vagy éppen moderátora. 
Munkájának elismeréseként 2020-ban SZENT MIHÁLY CIVIL DÍJJAL tüntették ki az általa szerkesztett cyberpress.hu oldalt, amely elismerés fontos mérföldkő volt az életében.
Leczovics Zsolt novellákat is ír, amelyeken keresztül saját látásmódját, érzéseit és tapasztalatait hozza át az olvasóknak. Megjelent novelláiban a személyes élmények és a fikció keveredik, ami gazdag érzelmi világot teremt. Elsősorban antológiákban találkozhatunk műveivel, de saját kötete is jelent már meg, illetve társszerzőként is részt vett már megjelent kiadásban.
A kezdet ... vagy a vég?! - Lilli Kiadó Budapest / 2009 
Idegen világok között - Holnap Magazin Kiadó Székesfehérvár Kiadó / 2009